# Teenui-Mapumai
Inscrits : 146 (2006)
Teenui-Mapumai est l'une des deux circonscriptions électorales de l'île d'Atiu (îles Cook). Elle comprend les deux districts de Teenui et Mapumai. 
L'actuel député en est Norman George (Cook Islands Party) qui remporta les élections de 2006.
Cette circonscription fut créée en 1981 par l'amendement constitutionnel n°9 . Jusqu'alors les 2 sièges de Teenui-Mapumai et Tengatangi-Areora-Ngatiarua étaient regroupés en une seule circonscription.